# エドワード・オブ・ウェストミンスター
エドワード・オブ・ウェストミンスター（Edward of Westminster, 1453年10月13日 - 1471年5月4日）は、イングランド王ヘンリー6世と王妃マーガレット・オブ・アンジューの王太子（プリンス・オブ・ウェールズ）。史上、唯一の戦死したプリンス・オブ・ウェールズである。

## 生涯
ヘンリー6世と王妃マーガレットの息子としてウェストミンスター宮殿で生まれ、洗礼式で両親の側近であるサマセット公エドムンド・ボーフォートが代父を務めた。しかし当時ヘンリー6世は精神錯乱に陥っておりその子を認めるかどうか答えられず、王子はマーガレットと愛人サマセット公との情事の子と囁かれた。もっとも噂には確たる証拠もないし、ヘンリー6世も自分が王子の父親であると疑っていなかった。エドワードは1454年に正気に戻ったヘンリー6世に認知され、ウィンザー城でプリンス・オブ・ウェールズの位を授かり正式に王太子となった。
だが、王子誕生は王族のヨーク公リチャードにとっては王位継承権を脅かされる危機に瀕したため、かねてから対立していたサマセット公との抗争が激化、1455年の第1次セント・オールバンズの戦いで薔薇戦争が開始された。この戦いでサマセット公はヨーク派に討ち取られヨーク公が政界の実権を握ったが、マーガレットはこれを認めずエドワードを守るため宮廷で反対派を結集させ、1459年にランカスター派とヨーク派はブロア・ヒースの戦いで再戦した。エドワードは幼少でヘンリー6世は精神不安定のため、マーガレットが軍と貴族の召集、戦争の指揮などを執っていた。
1460年にヘンリー6世が7月のノーサンプトンの戦いで捕虜となり、ヨーク公の圧力に負けて、エドワードの生得権である王位継承権を手放してヨーク公を王位継承者に指名した時、戦場からエドワードを連れて脱出したマーガレットはすぐに軍を出してヨーク派と戦おうと企てた。マーガレット率いるランカスター派は12月にウェイクフィールドの戦いでヨーク公を討ち取り、翌1461年に第2次セント・オールバンズの戦いでも勝利してヘンリー6世を救出したが、ヨーク公の息子エドワード4世が即位してタウトンの戦いでランカスター派を壊滅させた。マーガレットとエドワードはしばらくスコットランドとウェールズを逃げ回っていたが1463年にフランスへ亡命、ヘンリー6世も1465年にヨーク派に捕らえられた。

以後イングランドはヨーク派が支配したが、マーガレットは1470年7月にヨーク派から離反したウォリック伯リチャード・ネヴィルと同盟を結び、エドワードは同年12月にウォリック伯の末娘のアン・ネヴィルと結婚した（きちんとした結婚式を挙げたかどうかは疑わしい）。ウォリック伯は9月にエドワード4世を追放し、一旦はヨーク派に奪われていた王位を取り戻スト、10月に囚われていたヘンリー6世を解放・復位させることに成功した。しかし、マーガレットとエドワードが翌1471年4月にイングランドに戻ってきた時、すでにエドワード4世は父ヘンリー6世を廃位し、ウォリック伯もバーネットの戦いで敗死、王位はエドワード4世に奪還されていた。経験不足のエドワードとマーガレットは、一縷（いちる）の望みを託してテュークスベリーの戦いで残存兵の指揮を執ったが結局はランカスター派の敗北に終わり、マーガレットは捕らえられエドワードは戦死した。
言い伝えによれば、エドワードはエドワード4世の王弟でグロスター公のリチャード（後のリチャード3世）に捕虜にされて、エドワード4世新王の面前に引き出されたところ、そこで王を侮辱したため、エドワードは即刻、処刑するよう王命がくだったという。遺体はテュークスベリー修道院に埋葬され、未亡人アンは翌1472年にグロスター公と再婚した。幽閉された旧王ヘンリー6世は獄死、マーガレットも数年にわたり虜囚となった末にフランスへ送り返され、ランカスター派は四散した。

## 墓碑銘

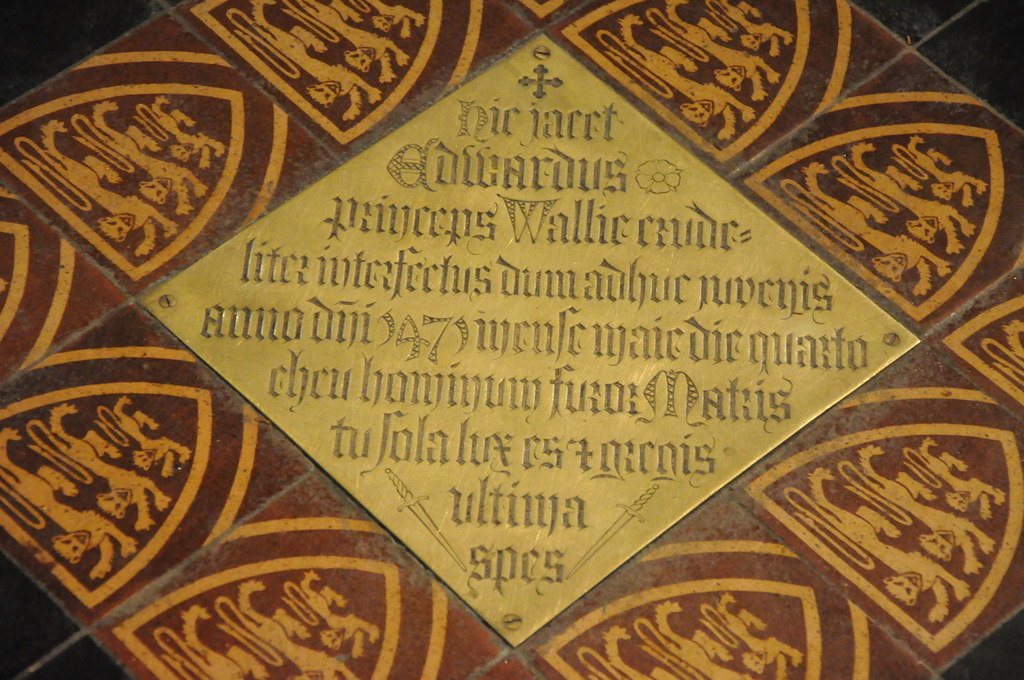
墓碑銘